# Нижньоомський район
Нижньоомський район (рос. Нижнеомский район) — муніципальне утворення у Омській області.

## Адміністративний устрій
- Антоновське сільське поселення
- Глухоніколаєвське сільське поселення
- Нижньоомське сільське поселення
- Новотроїцьке сільське поселення
- Паутовське сільське поселення
- Сітниковське сільське поселення
- Смирновське сільське поселення
- Соловецьке сільське поселення
- Старомалиновське сільське поселення
- Хомутінське сільське поселення
- Хортицьке сільське поселення